# Takeshi Honda (animateur)
Takeshi Honda (本田 雄, Honda Takeshi), né le 12 mars 1968 dans la préfecture d'Ishikawa, est un animateur japonais.
Honda est l'un des animateurs les plus remarquables du Japon. Il a été surnommé Shisho (師匠, maître) dès le début de sa carrière,. Il est surtout connu comme concepteur de personnages et chef-animateur pour Evangelion: 3.0 You Can (Not) Redo, Le Garçon et le Héron, Millennium Actress et Dennō coil,. Bien que Honda soit un animateur qui dessine des personnages réalistes et théâtraux, il se spécialise également dans les personnages accrocheurs de type "Bishōjo". Honda a fait ses débuts en tant qu'animateur dans le intervalle de l'OAV Relic Armor Legasium en 1987 et en tant que character designer dans la série Metal Fighter Miku en 1994,.

## Biographie
Honda a quitté la préfecture d'Ishikawa pour Tokyo afin de travailler dans l'industrie de l'animation après avoir obtenu son diplôme de fin d'études secondaires,. Après un bref passage dans de petits studios comme Atelier Giga, il rejoint Gainax, où travaillent Hideaki Anno et Yoshiyuki Sadamoto,. Il a débuté en tant que chef-animateur en 1990 avec Nadia, le secret de l'eau bleue, à l'âge de 22 ans, mais il a rapidement démissionné pour rejoindre Studio AIC,. Cependant, Gainax l'a rapidement rappelé pour travailler sur Uru in Blue. Lorsque le projet est tombé à l'eau, il a rejoint Neon Genesis Evangelion. Il quitte à nouveau Gainax après la sortie des deux films Evangelion, Neon Genesis Evangelion: Death and Rebirth et The End of Evangelion, en 1997,.
Après avoir quitté Gainax, Honda a commencé à travailler avec d'autres réalisateurs célèbres de l'industrie de l'animation en plus d'Anno, comme Satoshi Kon (Perfect Blue, Tokyo Godfathers, Millennium Actress), Mamoru Oshii (Ghost in the Shell 2: Innocence, The Sky Crawlers), Hiroyuki Okiura (Jin-Roh, la brigade des loups) and Kōji Morimoto (Animatrix: Au-Delà (Beyond)).
En 2007, il a travaillé comme character designer et chef animateur général sur Den-noh Coil, la première réalisation de Mitsuo Iso, avec qui il a travaillé sur Neon Genesis Evangelion. Cependant, il s'est disputé avec Iso et a abandonné après la première moitié de la série,. 
Honda rejoint peu après Khara, nouvellement créée par Anno après son départ de Gainax, et travaille à nouveau avec lui sur la série de films Rebuild of Evangelion. Après avoir travaillé principalement comme chef animateur mécanique sur Evangelion: 1.0 You Are (Not) Alone (2007) et Evangelion: 2.0 You Can (Not) Advance (2009), il est devenu chef animateur général sur Evangelion: 3.0 You Can (Not) Redo (2012), ce qui a conduit à une structure de production centrée sur Honda,. 
Honda a rejoint le Studio Ghibli en 2017 pour accepter le poste de directeur de l'animation pour Le Garçon et le Héron de Hayao Miyazaki. Honda avait déjà été confirmé pour participer à la dernière série Rebuild of Evangelion, Evangelion: 3.0+1.0 Thrice Upon a Time, mais le producteur du Studio Ghibli, Toshio Suzuki, a approché Anno directement, et il a été transféré à Ghibli. Honda a été approché par Miyazaki lui-même, qui le tenait depuis longtemps en haute estime, pour participer à son nouveau film à l'été 2016, alors qu'il travaillait comme chef-animateur sur Boro la petite chenille de Miyazaki. Après avoir suspendu son jugement, Honda a été convoqué par Suzuki à la fin de l'année pour discuter de la question. Honda décide de participer aux deux films et tente d'organiser une rencontre avec Anno, estimant qu'il devrait discuter de la question directement avec Anno. Cependant, six mois se sont écoulés pendant lesquels Anno l'a évité, et ce n'est qu'en juin 2017 que Honda a finalement pu rencontrer Anno. Il semble que Suzuki et lui aient déjà parlé à ce moment-là, et Anno a adopté une attitude sèche envers Honda, comme s'il lui disait de faire ce qu'il voulait. Après la rencontre avec Anno, Honda a été exclu de toutes les réunions concernant Evangelion, il a donc décidé de se concentrer sur l'œuvre de Miyazaki et a commencé la production proprement dite en juillet.

## Filmographie

### Télévision
- Nadia, le secret de l'eau bleue (1990) (chef-animateur, animation des clés)
- Fatal Fury 2: The New Battle (1992) (animation des clés)
- Metal Fighter Miku (1994) (concepteur de personnages, assistant chef-animateur, animation des clés)
- Sailor Moon S (1994) (animation des clés)
- Neon Genesis Evangelion (1995 - 1996) (chef-animateur, animation des clés)
- Ippo (2000 - 2002) (animation des clés)
- RahXephon (2002) (animation des clés)
- Rozen Maiden (2004) (animation des clés)
- Paranoia Agent (2004) (animation des clés pour les épisodes 8 et 13)
- Beck (2004 -2005) (animation des clés)
- Gankutsuou (2004 - 2005) (animation des clés)
- Dennō coil (2007) (concepteur de personnages, chef animateur general, animation des clés)[note 2]
- Kill la Kill (2013) (animation des clés)
- Space Dandy (1968) (animation des clés pour l'épisode 5)
- Ryū no Haisha (Le dentiste du dragon) (2017) (animation des clés)
- Ingress: The Animation (2018) (conception originale des personnages.)

### Cinéma
- Roujin Z (1991) (animation des clés)
- Sairento mebiusu 2 (1992) (assistant chef-animateur, animation des clés)
- Mémoires Épisode 1 : Magnetic Rose (1995) (animation des clés)
- Neon Genesis Evangelion: Death and Rebirth et The End of Evangelion (1997) (conception de les Evas Series, chef animateur mécanique, animation des clés)
- Perfect Blue (1997) (animation des clés)
- Spriggan (1998) (animation des clés)
- Jin-Roh, la brigade des loups (1999) (animation des clés)
- Millennium Actress (2001) (concepteur de personnages, chef-animateur, animation des clés)
- Tokyo Godfathers (2003) (animation des clés)
- Animatrix : Au-Delà (2003) (chef-animateur, animation des clés)
- Animatrix : La Seconde Renaissance, partie I & II (2003) (animation des clés)
- Ghost in the Shell 2: Innocence (2004) (animation des clés)
- Naruto et la Princesse des neiges (2004) (animation des clés)
- The Prince of Tennis: Futari no Samurai (2005) (animation des clés)
- One Piece : Le Baron Omatsuri et l'Île secrète (2005) (animation des clés)
- Les Contes de Terremer (2006) (animation des clés)
- Evangelion: 1.0 You Are (Not) Alone (2007) (chef animateur mécanique, travaux de conception, animation des clés)
- Ponyo sur la falaise (2008) (animation des clés)
- Sky Crawlers : L'Armée du ciel (2008) (animation des clés)
- Evangelion: 2.0 You Can (Not) Advance (2009) (chef animateur, travaux de conception, animation des clés)
- Pan-dane to Tamago-hime (2010) (animation des clés)
- Onigamiden (2011) (animation des clés)
- La Colline aux coquelicots (2011) (animation des clés)
- Lettre à Momo (2011) (chef animateur assistant, animation des clés)
- Evangelion: 3.0 You Can (Not) Redo (2012) (chef animateur general, travaux de conception, animation des clés)
- Le vent se lève (2013) (animation des clés)
- Souvenirs de Marnie (2014) (animation des clés)
- Le Garçon et la Bête (2015) (animation des clés)
- Dou kyu sei - Classmates (2016) (animation des clés)
- Maquia (2018) (animation des clés)
- Boro la petite chenille (2018) (chef animateur, animation des clés)
- Okko et les Fantômes (2018) (animation des clés)
- Evangelion: 3.0+1.0 Thrice Upon a Time (2021) (conception originale des personnages)[note 3]
- Le Garçon et le Héron (2023) (chef animateur, animation des clés)
- Hokkyoku Hyakkaten no Konsheruju-san (Le concierge du grand magasin Hokkyoku) (2023) (animation des clés)
- The Imaginary (2023) (animation des clés)

### Cinéma indépendant
- Uracon II Opening Animation (1983) (conception de personnages, intervalle)
- Uracon III Opening Animation (1984) (conception de personnages, chef animateur, intervalle, animation des clés)

### OAV
- Relic Armor Legaciam (1987) (intervalle)
- Gunbuster (1988) (intervalle, animation des clés)
- Mobile Suit Gundam 0080 : War in the Pocket (1989) (animation des clés pour l'épisode 4)
- ARIEL Visual (SCEBAI’s Greatest Crisis) (1989) (animation des clés)
- Baoh le visiteur (1989) (animation des clés)
- Umi no Yami, Tsuki no Kage (1989) (animation des clés)
- Gosenzo-sama Banbanzai! (1989) (animation des clés pour l'épisode 5)
- The Hakkenden (1991) (animation des clés pour l'épisode 5)
- Deluxe Ariel (1991) (animation des clés)
- Bubblegum Crisis Partie 8 (1991) (animation des clés)
- Mobile Suit Gundam 0083 : Stardust Memory (1991 - 1992) (animation des clés pour les épisodes 4, 8 et 9)
- Teito Monogatari (1991) (animation des clés)
- Otaku no video et Otaku no video  partie 2 (1991) (animation des clés)
- Giant Robo The Animation - Le jour où la terre s'est arrêtée (1992) (animation des clés pour l'épisode 1)
- Ah! My Goddess (1993 - 1994) (chef animateur general, assistant chef animateur)
- Dominion (1993 - 1994) (animation des clés)
- Macross Plus (1994 -1995) (animation des clés pour l'épisode 1)
- Mighty Space Miners (1994) (animation des clés)
- Seirei Tsukai (1995) (animation des clés)
- Golden Boy (1995 - 1996) (chef animateur, animation des clés)
- Blue Submarine N°6 (199) (chef animateur, animation des clés)
- Vassarodo (2013) (animation des clés)
- Japan Animator Expo : Nishiogikubo Toho 20pun 2LDK Sikirei 2kagetsu Pet fuka (2014) (Idée originale, réalisateur, conception des personnages, animation des clés)
- Japan Animator Expo : Sokokara no Ashita (2015) (animation des clés)
- Japan Animator Expo : Obake-chan (2015) (animation des clés)
- Japan Animator Expo : Tabi no robo kara (2015) (chef animateur, animation des clés)
- Œuvre commémorative du 10e anniversaire de Khara Co., Ltd. "Yoiko no Rekishi Anime Ōkina Kabu (Une bonne animation historique pour les enfants Le grand navet)" (2016) (animation des clés)
- Evangelion: 3.0 (-46h) (2023) (animation des clés)

### Jeu vidéo
- Lunar: The Silver Star (1996) (chef animateur, animation des clés)
- Idol Janshi Suchie-Pai Special (1993) (animation des clés)
- Tales of Legendia (2005) (animation des clés)

### Vidéoclip
- Yasutaka Nakata« space station No.9 » (2005) (animation des clés)
- Mylène Farmer« Peut-être toi » (2006) (animation des clés)
- 244 ENDLI-x« Kurikaesu Haru » (2008) (animation des clés)
- Yui Aragaki« piece » (2009) (animation des clés)
- Glay« Je t'aime » (2010) (animation des clés)
- Shirō Sagisu« Peaceful Times(F02)petit film » (2013) (animation des clés)